# Tubificoides bruneli
Tubificoides bruneli är en ringmaskart som beskrevs av Erséus 1989. Tubificoides bruneli ingår i släktet Tubificoides och familjen glattmaskar. Inga underarter finns listade i Catalogue of Life.